# Barbra Banda
Barbra Banda (Lusaka, 20 maart 2000) is een voetbalspeelster uit Zambia.

## Statistieken
| Seizoen | Club                | Land   | Competitie | Wedstrijden | Doelpunten |
| ------- | ------------------- | ------ | ---------- | ----------- | ---------- |
| 2018/19 | Logroño             | Spanje | PDF        | 17          | 8          |
| 2019/20 | Logroño             | Spanje | PDF        | 11          | 7          |
| 2020    | Shanghai Shengli FC | China  |            |             |            |
| Totaal  | Totaal              | Totaal | Totaal     | --          | --         |

Laatste update: juni 2021

## Interlands
In 2014 speelde Banda met Zambia O17 haar eerste interlands. In 2020 wordt zij ook opgesteld voor het Zambiaans voetbalelftal, waarmee zij op de Olympische Zomerspelen van Tokio in 2021 speelde. In de openingswedstrijd tegen Nederland (3–10 verlies) maakte ze de drie doelpunten van haar land.